# Coupe d'Afrique des nations de football 1982
Navigation
Nigéria 1980 Côte d'Ivoire 1984
La Coupe d'Afrique des nations de football 1982 a lieu en Libye du 5 au 19 mars 1982. Elle est remportée par le Ghana.

## Qualifications

### Nations qualifiés
| Pays     | Qualification     | Participations                                     |
| -------- | ----------------- | -------------------------------------------------- |
| Libye    | Pays organisateur | Première participation                             |
| Nigeria  | Tenant du titre   | 4 (1963, 1976, 1978, 1980)                         |
| Éthiopie | Tour préliminaire | 8 (1957, 1959, 1962, 1963, 1965, 1968, 1970, 1976) |
| Ghana    | Tour préliminaire | 6 (1963, 1965, 1968, 1970, 1978, 1980)             |
| Tunisie  | Tour préliminaire | 4 (1962, 1963, 1965, 1978)                         |
| Algérie  | Tour préliminaire | 2 (1968, 1980)                                     |
| Cameroun | Tour préliminaire | 2 (1970, 1972)                                     |
| Zambie   | Tour préliminaire | 2 (1974, 1978)                                     |

## Tournoi final

### Groupes
Groupe A (matchs à Tripoli)
- Cameroun
- Ghana
- Libye
- Tunisie

Groupe B (matchs à Benghazi)
- Algérie
- Éthiopie
- Nigeria
- Zambie

### Stades
- Stade du 11 Juin (Tripoli)
- Stade du 28 Mars (Benghazi)

### Résultats

#### Groupe A
1re journée
| Vendredi 5 mars 1982 | Libye                       | 2 – 2 | Ghana                        | Stade du 11 Juin, Tripoli                        |                                                  |
| 16h                  | Jaranah 58e · Al-Issawi 76e |       | 28e Alhassan · 89e Opoku Nti | Spectateurs : 45 200 Arbitrage : Sohan Ramlochun | Spectateurs : 45 200 Arbitrage : Sohan Ramlochun |
| 16h                  | Rapport                     |       |                              | Spectateurs : 45 200 Arbitrage : Sohan Ramlochun | Spectateurs : 45 200 Arbitrage : Sohan Ramlochun |

| Vendredi 5 mars 1982 | Cameroun   | 1 – 1 | Tunisie   | Stade du 11 Juin, Tripoli                    |                                              |
| 18h                  | M'Bida 50e |       | 49e Gabsi | Spectateurs : 45 000 Arbitrage : Bakary Sarr | Spectateurs : 45 000 Arbitrage : Bakary Sarr |
| 18h                  | Rapport    |       |           | Spectateurs : 45 000 Arbitrage : Bakary Sarr | Spectateurs : 45 000 Arbitrage : Bakary Sarr |

2e journée
| Mardi 9 mars 1982 | Cameroun | 0 – 0 | Ghana | Stade du 11 Juin, Tripoli                        |                                                  |
| 15h               |          |       |       | Spectateurs : 40 000 Arbitrage : Mohamed Larache | Spectateurs : 40 000 Arbitrage : Mohamed Larache |
| 15h               | Rapport  |       |       | Spectateurs : 40 000 Arbitrage : Mohamed Larache | Spectateurs : 40 000 Arbitrage : Mohamed Larache |

| Mardi 9 mars 1982 | Libye                                | 2 – 0 | Tunisie | Stade du 11 Juin, Tripoli                        |                                                  |
| 17h               | Seddik 42e (csc) · Al-Al-Bor'osi 83e |       |         | Spectateurs : 40 000 Arbitrage : Kambaji Kabongo | Spectateurs : 40 000 Arbitrage : Kambaji Kabongo |
| 17h               | Rapport                              |       |         | Spectateurs : 40 000 Arbitrage : Kambaji Kabongo | Spectateurs : 40 000 Arbitrage : Kambaji Kabongo |

3e journée
| Vendredi 12 mars 1982 | Ghana      | 1 – 0 | Tunisie | Stade du 11 Juin, Tripoli                       |                                                 |
| 15h                   | Essien 28e |       |         | Spectateurs : 40 000 Arbitrage : Idrissa Traoré | Spectateurs : 40 000 Arbitrage : Idrissa Traoré |
| 15h                   | Rapport    |       |         | Spectateurs : 40 000 Arbitrage : Idrissa Traoré | Spectateurs : 40 000 Arbitrage : Idrissa Traoré |

| Vendredi 12 mars 1982 | Libye   | 0 – 0 | Cameroun | Stade du 11 Juin, Tripoli                     |                                               |
| 17h                   |         |       |          | Spectateurs : 40 000 Arbitrage : Babacar Fall | Spectateurs : 40 000 Arbitrage : Babacar Fall |
| 17h                   | Rapport |       |          | Spectateurs : 40 000 Arbitrage : Babacar Fall | Spectateurs : 40 000 Arbitrage : Babacar Fall |

| Place | Pays     | Pts | J | G | N | P | Buts + | Buts - | Diff. |
| 1er   | Libye    | 4   | 3 | 1 | 2 | 0 | 4      | 2      | +2    |
| 2e    | Ghana    | 4   | 3 | 1 | 2 | 0 | 3      | 2      | +1    |
| 3e    | Cameroun | 3   | 3 | 0 | 3 | 0 | 1      | 1      | 0     |
| 4e    | Tunisie  | 1   | 3 | 0 | 1 | 2 | 1      | 4      | -3    |

#### Groupe B
1re journée
| Dimanche 7 mars 1982 | Nigeria                      | 3 – 0 | Éthiopie | Stade du 28 Mars, Benghazi                     |                                                |
| 15h                  | Keshi 27e 82e · Adeshina 40e |       |          | Spectateurs : 5 000 Arbitrage : Bester Kalombo | Spectateurs : 5 000 Arbitrage : Bester Kalombo |
| 15h                  | Rapport                      |       |          | Spectateurs : 5 000 Arbitrage : Bester Kalombo | Spectateurs : 5 000 Arbitrage : Bester Kalombo |

| Dimanche 7 mars 1982 | Algérie       | 1 – 0 | Zambie | Stade du 28 Mars, Benghazi                  |                                             |
| 17h                  | Merzekane 83e |       |        | Spectateurs : 5 000 Arbitrage : Dodou N'Jie | Spectateurs : 5 000 Arbitrage : Dodou N'Jie |
| 17h                  | Rapport       |       |        | Spectateurs : 5 000 Arbitrage : Dodou N'Jie | Spectateurs : 5 000 Arbitrage : Dodou N'Jie |

2e journée
| Mercredi 10 mars 1982 | Zambie      | 1 – 0 | Éthiopie | Stade du 28 Mars, Benghazi                                 |                                                            |
| 15h                   | Munshya 68e |       |          | Spectateurs : 5 000 Arbitrage : Mahamed Ahmed Jama Somalie | Spectateurs : 5 000 Arbitrage : Mahamed Ahmed Jama Somalie |
| 15h                   | Rapport     |       |          | Spectateurs : 5 000 Arbitrage : Mahamed Ahmed Jama Somalie | Spectateurs : 5 000 Arbitrage : Mahamed Ahmed Jama Somalie |

| Mercredi 10 mars 1982 | Algérie                     | 2 – 1 | Nigeria    | Stade du 28 Mars, Benghazi                            |                                                       |
| 17h                   | Isima 44e (csc) · Assad 65e |       | 40e Osigwe | Spectateurs : 5 000 Arbitrage : Cheikh Djibril M'Baye | Spectateurs : 5 000 Arbitrage : Cheikh Djibril M'Baye |
| 17h                   | Rapport                     |       |            | Spectateurs : 5 000 Arbitrage : Cheikh Djibril M'Baye | Spectateurs : 5 000 Arbitrage : Cheikh Djibril M'Baye |

3e journée
| Samedi 13 mars 1982 | Algérie | 0 – 0 | Éthiopie | Stade du 28 Mars, Benghazi                                           |                                                                      |
| 15h                 |         |       |          | Spectateurs : 5 000 Arbitrage : Hugues Opangault République du Congo | Spectateurs : 5 000 Arbitrage : Hugues Opangault République du Congo |
| 15h                 | Rapport |       |          | Spectateurs : 5 000 Arbitrage : Hugues Opangault République du Congo | Spectateurs : 5 000 Arbitrage : Hugues Opangault République du Congo |

| Samedi 13 mars 1982 | Zambie                                     | 3 – 0 | Nigeria | Stade du 28 Mars, Benghazi                         |                                                    |
| 17h                 | Kaumba 25e · Njovu 80e · Fregene 81e (csc) |       |         | Spectateurs : 5 000 Arbitrage : Edwin Picon-Ackong | Spectateurs : 5 000 Arbitrage : Edwin Picon-Ackong |
| 17h                 | Rapport                                    |       |         | Spectateurs : 5 000 Arbitrage : Edwin Picon-Ackong | Spectateurs : 5 000 Arbitrage : Edwin Picon-Ackong |

| Place | Pays     | Pts | J | G | N | P | Buts + | Buts - | Diff. |
| 1er   | Algérie  | 5   | 3 | 2 | 1 | 0 | 3      | 1      | +2    |
| 2e    | Zambie   | 4   | 3 | 2 | 0 | 1 | 4      | 1      | +3    |
| 3e    | Nigeria  | 2   | 3 | 1 | 0 | 2 | 4      | 5      | -1    |
| 4e    | Éthiopie | 1   | 3 | 0 | 1 | 2 | 0      | 4      | -4    |

#### Demi-finales
| Mardi 16 mars 1982 | Ghana                             | 3 – 2 a. p. | Algérie                                 | Stade du 28 Mars, Benghazi                                 |                                                            |
| 15h                | Alhassan 64e 103e · Opoku Nti 90e |             | 29e Zidane · 62e Assad                  | Spectateurs : 5 000 spéctateurs Arbitrage : Bester Kalombo | Spectateurs : 5 000 spéctateurs Arbitrage : Bester Kalombo |
| 15h                |                                   | Rapport     | Madjer 33e , Merzekane 42e , Fergani 55 | Spectateurs : 5 000 spéctateurs Arbitrage : Bester Kalombo | Spectateurs : 5 000 spéctateurs Arbitrage : Bester Kalombo |

| Mardi 16 mars 1982 | Libye              | 2 – 1 | Zambie     | Stade du 11-Juin, Tripoli                    |                                              |
| 17h                | Al-Beshari 38e 84e |       | 29e Kaumba | Spectateurs : 50 000 Arbitrage : Bakary Sarr | Spectateurs : 50 000 Arbitrage : Bakary Sarr |
| 17h                | Rapport            |       |            | Spectateurs : 50 000 Arbitrage : Bakary Sarr | Spectateurs : 50 000 Arbitrage : Bakary Sarr |

#### Match pour la3eplace
| Jeudi 18 mars 1982 | Zambie                  | 2 – 0 | Algérie | Stade du 11-Juin, Tripoli                             |                                                       |
| 15h                | Kaumba 2e · Munshya 25e |       |         | Spectateurs : 2 000 Arbitrage : Cheikh Djibril M'Baye | Spectateurs : 2 000 Arbitrage : Cheikh Djibril M'Baye |
| 15h                | Rapport                 |       |         | Spectateurs : 2 000 Arbitrage : Cheikh Djibril M'Baye | Spectateurs : 2 000 Arbitrage : Cheikh Djibril M'Baye |

#### Finale
| Vendredi 19 mars 1982 | Ghana                                                                     | 1 – 1 a. p.       | Libye                                                                                | Stade du 11 juin, Tripoli                        |                                                  |
| 16h                   | Alhassan 35e                                                              |                   | 70e Al-Beshari                                                                       | Spectateurs : 50 000 Arbitrage : Sohan Ramlochun | Spectateurs : 50 000 Arbitrage : Sohan Ramlochun |
| 16h                   | Rapport                                                                   |                   |                                                                                      | Spectateurs : 50 000 Arbitrage : Sohan Ramlochun | Spectateurs : 50 000 Arbitrage : Sohan Ramlochun |
| 16h                   | Lamptey · Alhassan · Paha · Asaase · Abbrey · Mensah · Quarshie · Afriyie | Tirs au but 7 – 6 | Al-Beshari · Sola · Al-Ajeli · Ben-Suleiman · Al-Farjani · Ghonaïm · Jaranah · Zeiyu | Spectateurs : 50 000 Arbitrage : Sohan Ramlochun | Spectateurs : 50 000 Arbitrage : Sohan Ramlochun |

### Classement de la compétition
| |           |                         |
| \| Place \| Nation \| Stade de la compétition \| \| ------------------ \| --------- \| ----------------------- \| \| Médaille d'or \| Ghana \| Vainqueur \| \| Médaille d'argent \| Libye \| Finaliste \| \| Médaille de bronze \| Zambie \| Demi-finale \| \| 4 \| Algérie \| Demi-finale \| \| 5 \| Cameroun \| Premier tour \| \| 6 \| Nigeria T \| Premier tour \| \| 7 \| Tunisie \| Premier tour \| \| 8 \| Éthiopie \| Premier tour \| |           |                         |
| Place | Nation    | Stade de la compétition |
| Médaille d'or | Ghana     | Vainqueur               |
| Médaille d'argent | Libye     | Finaliste               |
| Médaille de bronze | Zambie    | Demi-finale             |
| 4 | Algérie   | Demi-finale             |
| 5 | Cameroun  | Premier tour            |
| 6 | Nigeria T | Premier tour            |
| 7 | Tunisie   | Premier tour            |
| 8 | Éthiopie  | Premier tour            |

### Résumé par équipe
| Équipe   | Matches | Victoires | Nuls | Défaites | BP | BC | Diff. | Progression             |
| -------- | ------- | --------- | ---- | -------- | -- | -- | ----- | ----------------------- |
| Ghana    | 5       | 2         | 3    | 0        | 7  | 5  | +2    | Vainqueur               |
| Libye    | 5       | 2         | 3    | 0        | 6  | 3  | +3    | Finaliste               |
| Zambie   | 5       | 3         | 0    | 2        | 7  | 3  | +4    | Demi-finale (troisième) |
| Algérie  | 5       | 2         | 1    | 2        | 5  | 6  | -1    | Demi-finale (quatrième) |
| Cameroun | 3       | 0         | 3    | 0        | 1  | 1  | 0     | Premier Tour            |
| Nigeria  | 3       | 1         | 0    | 2        | 4  | 5  | -1    | Premier Tour            |
| Tunisie  | 3       | 0         | 1    | 2        | 1  | 4  | -3    | Premier Tour            |
| Éthiopie | 3       | 0         | 1    | 2        | 0  | 4  | -4    | Premier Tour            |

### Équipe type de la compétition
| Gardien      | Défenseurs                                                     | Milieux                                                            | Attaquants               | Sélectionneur       |
| ------------ | -------------------------------------------------------------- | ------------------------------------------------------------------ | ------------------------ | ------------------- |
| Thomas Nkono | Chaabane Merzekane Sampson Lamptey Haruna Yusif Ali Al-Beshari | George Alhassan Samuel Opoku Nti Emmanuel Quarshie Fawzi Al-Issawi | Salah Assad Rabah Madjer | Charles Kumi Gyamfi |

- Les Meilleurs Joueurs du tournoi de la CAN - Libye 1982 par un jury de la CAF (comité d'organisation)
- Kofi Badu  Ghana, Assad Salah  Algérie, Alhassan Mustapha  Ghana, Fawzi El-Issaoui , Kouici Mustapha  Algérie et Albert Asase  Ghana
- Source : Afrique Asie N°264 du lundi 26 avril 1982 pages 58,59 et 60.

### Meilleurs buteurs
- George Alhassan ( Ghana) (4 buts)
- Ali Al-Beshari ( Libye) (3 buts)
- Peter Kaumba ( Zambie) (3 buts)